# Charlie Dixon
Charles Edward „Charlie“ Dixon (* 31. Dezember 1898 in New Jersey; † 6. Dezember 1940 in New York City) war ein US-amerikanischer Banjo-Spieler.

## Leben
Dixon spielte zunächst im Orchester von Sam Wooding und wechselte dann später in das Orchester von Fletcher Henderson. 1922 wirkte er bei einem Auftritt von Hendersons Orchester im "Club Alabam" in New York. Zwischen 1923 und 1928 spielte er in verschiedenen von Henderson geleiteten Ensembles und galt als vorzüglicher Arrangeur aus der Frühzeit des Swingstils; er war maßgeblich am Entwickeln des Arrangierstils von Swingtiteln für Big Bands beteiligt.
Mit dem Orchester Hendersons entstanden etliche Aufnahmen seiner Arrangements, unter denen Sugar Foot Stomp, The Stampede und Chick Webbs Harlem Congo herausragen. Für das Orchester Chick Webbs, bei dem er später mitwirkte, arrangierte Dixon u. a. That Naughty Waltz.